# Citromolaj
A citromolajat a (Citrus limon L. Burm. f.) Dél-Ázsiában honos citrusféle növény gyümölcsének héjából készítik főként hideg sajtolással. 
A VIII. Magyar Gyógyszerkönyvben Limonis aetheroleum    néven hivatalos.  

Az olaj színe halványsárga vagy halványzöld, friss, citromhéjra emlékeztető illatú. 

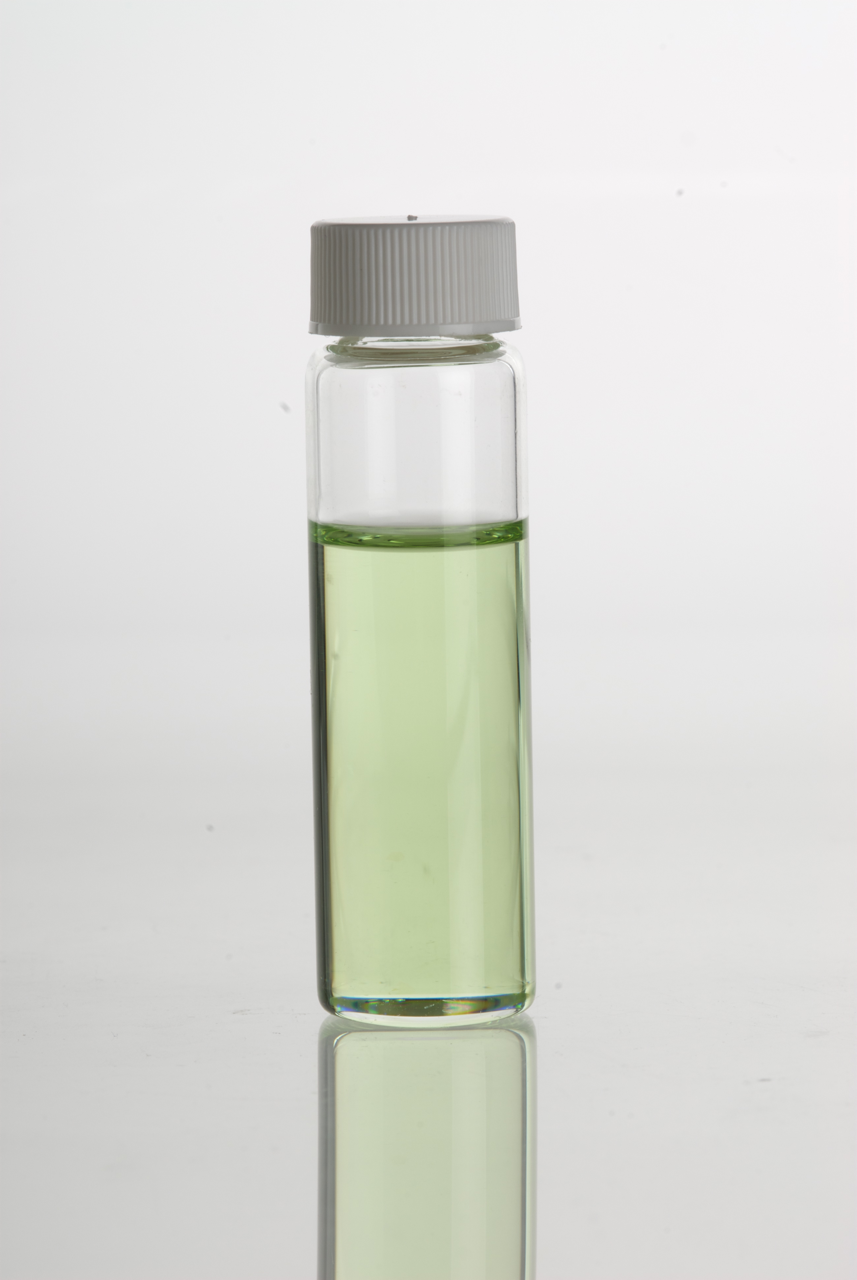

A citrom héja gazdag illóolajokban, ezért a citromhéjat nem gőzzel desztillálják, hogy citromolajat kapjanak, hanem hidegen préselik. A tiszta citrom illóolaj előállítása ezért kíméletes és viszonylag egyszerű. Az értékes összetevőket nem rombolja le a hő. Egy liter olaj kinyeréséhez körülbelül 3000 citrom héjára van szükség. A citromhéjból hidegen sajtolással nyert olajat nemcsak külsőleg lehet felhasználni, hanem akár élelmiszeripari minőségű is. Azonban vízgőz-desztillációs eljárást is alkalmaznak, ekkor a hozam általában 0,5–1,5%-os, s ez esetben az illóolaj mentes a fényérzékenyítő hatással bíró furanokumarin vegyületektől (pl. bergapténtől).
Feszültség, szellemi fáradtság, fejfájás, emésztési problémák, megfázás, visszérpanaszok kezelésére, rovarriasztásra, szagtalanításra használják.

## Alkalmazása
- párologtatás, inhalálás, fürdő, bedörzsölés
- keverhető narancsvirággal, eukaliptusszal, levendulával
- nem alkalmazható érzékeny bőrre